# Заирбеков, Гамзат Ибрагимович
Гамзат Ибрагимович Заирбеков (род. 31 октября 1995, Цада, Дагестан) — российский дзюдоист, чемпион России. Мастер спорта России международного класса.

## Спортивная карьера
В марте 2017 года стал серебряным призёром первенства России среди молодёжи до 23 лет. В сентябре 2017 года в Нальчике стал чемпионом России. В ноябре 2017 года Гамзат Заирбеков в составе молодёжной сборной России выиграл первенство Европы среди спортсменов не достигших 23 летнего возраста, проходившее в черногорской Подгорице. 1 ноября 2022 года в Екатеринбурге на чемпионате России, одолев в финале Сахавата Гаджиева, стал победителем.

## Спортивные результаты
- Чемпионат России по дзюдо U23 2017 — ;
- Чемпионат России по дзюдо 2017 — ;
- Чемпионат Европы по дзюдо U23 2017 — ;
- Чемпионат России по дзюдо 2021 — ;
- Чемпионат России по дзюдо 2022 — ;
- Дзюдо на Всероссийской спартакиаде 2022 — ;